# Skäravattnet (Sillhövda socken, Blekinge)
Skäravattnet är en sjö i Karlskrona kommun i Blekinge och ingår i Lyckebyån-Nättrabyåns kustområde. Sjön är 12,2 meter djup, har en yta på 0,0981 kvadratkilometer och befinner sig 102,8 meter över havet. Sjön avvattnas av vattendraget Silletorpsån.

## Delavrinningsområde
Skäravattnet ingår i det delavrinningsområde (625398-148422) som SMHI kallar för Utloppet av Sillhövden. Medelhöjden är 109 meter över havet och ytan är 22,68 kvadratkilometer. Det finns inga avrinningsområden uppströms utan avrinningsområdet är högsta punkten. Avrinningsområdets utflöde Silletorpsån mynnar i havet. Avrinningsområdet består mestadels av skog (67 %). Avrinningsområdet har 1,47 kvadratkilometer vattenytor vilket ger det en sjöprocent på 6,5 %. Bebyggelsen i området täcker en yta av 0,94 kvadratkilometer eller 4 % av avrinningsområdet.